# Frederick Weller
Frederick 'Fred' Weller (New Orleans, 18 april 1966) is een Amerikaans acteur.

## Biografie
Weller heeft de high school doorlopen aan de Jesuit High School in New Orleans. Hierna ging hij studeren aan de Universiteit van North Carolina in Chapel Hill (North Carolina) en haalde zijn diploma in 1988. Het acteren heeft hij geleerd aan de Juilliard School in New York waar hij les nam van 1988 tot en met 1992.
Weller is vanaf 2003 getrouwd en heeft hieruit drie kinderen. Hij is een neef van acteur Peter Weller.

## Filmografie

### Films
Uitgezonderd korte films.
- 2025 Highest 2 Lowest - als Alex Cordova
- 2025 Park Avenue - als Hans
- 2024 Beneath the Fold - als Curt
- 2023 Only the Good Survive - als Cole Mack
- 2022 The Independent - als Spencer Erickson
- 2022 Causeway - als Rick
- 2022 Out of the Blue - als deputy Fox
- 2019 The Investigation: A Search for the Truth in Ten Acts - als Reince Priebus
- 2018 BlacKkKlansman - als Andy Landers
- 2016 The Fundamentals of Caring - als Bob
- 2016 The Free World - als agent Ryan
- 2014 Bad Country - als Shephard
- 2012 The Normals – als Lannigan
- 2009 Buffalo Bushido – als Wendyl
- 2008 Life in Flight – als Kit
- 2005 Four Lane Highway – als Sean
- 2005 Southern Belles – als Tracy Hampton
- 2004 When Will I Be Loved – als Ford Welles
- 2003 War Birds: Diary of an Unknown Aviator – als Elliott White Springs
- 2003 The Shape of Things – als Phillip
- 2003 The Pink House – als jonge Pritchard
- 2001 The Business of Strangers – als Nick Harris
- 2000 In the Beginning – als Jacob
- 2000 The Beach Boys: An American Family – als Brian Wilson
- 1999 Aftershock: Earthquake in New York – als Nicholai Karvovsky
- 1999 Puppet – als Rick
- 1998 Armageddon – als NASA techneut
- 1998 Harvest – als Bucky Upton
- 1998 How to Make the Cruelest Month – als Rickey
- 1997 Gold Coast – als Arnold Rapp
- 1997 Hudson River Blues – als Ron
- 1996 Basquiat – als Frank
- 1995 Stonewall – als Matty Dean
- 1991 Bugsy – als assistent van architect

### Televisieseries
Uitgezonderd eenmalige gastrollen.
- 2017 - 2018 Mosaic - als Eric Neill - 9 afl.
- 2017 Odd Mom Out - als Dean - 2 afl.
- 2016 Banshee - als Declan Bode - 4 afl.
- 2015 - 2016 Billy & Billie - als Bradley - 5 afl.
- 2015 The Knick - als mr. Brockhurst - 2 afl.
- 2010 – 2013 The Good Wife – als Wilk Hobson – 3 afl.
- 2008 – 2012 In Plain Sight – als marshal Marshall Mann – 61 afl.
- 2011 Blue Bloods – als Jacob Krystal – 3 afl.
- 2009 Wainy Days – als Stosh – 2 afl.
- 1993 – 1994 Missing Persons – als inspecteur Johnny Sandowski – 17 afl.

## TheaterwerkBroadway
- 2018-2019 To Kill a Mockingbird - als Bob Ewell
- 2014 Mothers and Sons - als Cal Porter
- 2005-2006 Seascape - als Leslie
- 2005 Glengarry Glen Ross - als John Williamson
- 2003 Take Me Out - als Shane Mungitt
- 1997 The Little Foxes - als Leo Hubbard
- 1996-1997 The Rehearsal - als Villebosse
- 1990-1992 Six Degrees of Separation - als understudy

- Bibliothèque nationale de France: cb16621734x (data)
- Gemeinsame Normdatei: 1225132428
- International Standard Name Identifier: 0000 0000 4005 0863
- Library of Congress Control Number: no2002011531
- Nationale Bibliotheek van Israël: 987007345420905171
- SNAC: w68m09nr
- Virtual International Authority File: 11967594
- WorldCat: E39PBJp9vphqwDVRrmqbF34KBP